# Vektoranalysis
Vektoranalysis ist ein Teilgebiet der Mathematik, das sich hauptsächlich mit Vektorfeldern in zwei oder mehr Dimensionen beschäftigt und dadurch die bereits in der Schulmathematik behandelten Gebiete der Differential- und der Integralrechnung wesentlich verallgemeinert. Das Gebiet besteht aus einem Satz von Formeln und Problemlösungstechniken, die zum Rüstzeug von Ingenieuren und Physikern gehören, aber gewöhnlich erst im zweiten oder dritten Semester an den entsprechenden Hochschulen erlernt werden. Die Vektoranalysis ist ein Teilgebiet der Tensoranalysis.
Betrachtet werden Vektorfelder, die jedem Punkt des Raumes einen Vektor zuordnen, und Skalarfelder, die jedem Punkt des Raumes einen Skalar zuordnen. Die Temperatur eines Swimmingpools ist ein Skalarfeld: Jedem Punkt wird der Skalarwert seiner Temperatur zugeordnet. Die Wasserbewegung entspricht dagegen einem Vektorfeld, da jedem Punkt ein Geschwindigkeitsvektor zugeordnet wird, der Betrag und Richtung hat.
Die Ergebnisse der Vektoranalysis lassen sich mit Hilfe der Differentialgeometrie verallgemeinern und abstrahieren, einem mathematischen Teilgebiet, das die Vektoranalysis umfasst. Die physikalischen Hauptanwendungen liegen in der Elektrodynamik, Luft- und Raumfahrt, etc.

## Die drei kovarianten Differentialoperatoren
Drei Rechenoperationen sind in der Vektoranalysis von besonderer Bedeutung, weil sie Felder produzieren, die sich bei räumlicher Drehung des ursprünglichen Feldes mitdrehen. Operativ formuliert: Bei Gradient, Rotation und Divergenz spielt es keine Rolle, ob sie vor oder nach einer Drehung angewendet werden. Diese Eigenschaft folgt aus den koordinatenunabhängigen Definitionen (siehe jeweilige Hauptartikel) und ist nicht selbstverständlich. Z. B. wird aus einer partiellen Ableitung nach x unter 90-Grad-Drehung eine partielle Ableitung nach y.
Im Folgenden ist {\displaystyle \partial } der Operator der partiellen Ableitung und {\displaystyle {\vec {\nabla }}} der Nabla-Operator.
- Gradient eines Skalarfeldes: Gibt die Richtung und Stärke des steilsten Anstiegs eines Skalarfeldes an. Der Gradient eines Skalarfeldes ist ein Vektorfeld.

{\displaystyle \operatorname {grad} \,\phi :={\vec {\nabla }}\phi ={\begin{pmatrix}{\frac {\partial \phi }{\partial x}}\\[0.2cm]{\frac {\partial \phi }{\partial y}}\\[0.2cm]{\frac {\partial \phi }{\partial z}}\end{pmatrix}}}
- Divergenz eines Vektorfeldes: Gibt die Tendenz eines Vektorfeldes an, von Punkten wegzufließen (das gilt für positives Vorzeichen; bei negativem Vorzeichen handelt es sich dementsprechend um die Tendenz zu den Punkten hinzufließen). Die Divergenz eines Vektorfeldes ist ein Skalarfeld. Und zwar folgt aus dem Gauß’schen Integralsatz (siehe unten), dass die Divergenz die lokale Quellendichte eines Vektorfeldes beschreibt.

{\displaystyle \operatorname {div} ~{\vec {F}}:={\vec {\nabla }}\cdot {\vec {F}}={\frac {\partial F_{x}}{\partial x}}+{\frac {\partial F_{y}}{\partial y}}+{\frac {\partial F_{z}}{\partial z}}}
Die beiden genannten Definitionen, {\displaystyle \operatorname {grad} } und {\displaystyle \operatorname {div} }, können leicht von {\displaystyle 3} auf {\displaystyle n} Dimensionen verallgemeinert werden. Bei der im Folgenden behandelten Rotation ist das dagegen nicht möglich, weil die Zahl der linear unabhängigen Komponenten
{\displaystyle {\frac {\partial F_{i}}{\partial x_{k}}}-{\frac {\partial F_{k}}{\partial x_{i}}},} die in der Definition vorkommen, zu groß würde. Aber für {\displaystyle n=3} kann man definieren:
- Rotation eines Vektorfeldes: Gibt die Tendenz eines Vektorfeldes an, um Punkte zu rotieren; die Rotation eines Vektorfeldes ist ein Vektorfeld von Pseudovektoren. Und zwar folgt aus dem Stokes’schen Integralsatz (siehe unten), dass die Rotation die lokale Wirbeldichte eines Vektorfeldes beschreibt.

{\displaystyle \operatorname {rot} ~{\vec {F}}:={\vec {\nabla }}\times {\vec {F}}={\begin{pmatrix}{\frac {\partial F_{z}}{\partial y}}-{\frac {\partial F_{y}}{\partial z}}\\[0.2cm]{\frac {\partial F_{x}}{\partial z}}-{\frac {\partial F_{z}}{\partial x}}\\[0.2cm]{\frac {\partial F_{y}}{\partial x}}-{\frac {\partial F_{x}}{\partial y}}\end{pmatrix}}}
Sowohl bei Feldern als auch bei Differentialoperatoren handelt es sich um Abbildungen, allgemein Funktionen. Felder ordnen z. B. einem Punkt im Raum einen skalaren Wert (reelle Zahl in {\displaystyle \mathbb {R} }) zu (skalares Feld), oder einen Vektor im {\displaystyle \mathbb {R} ^{3}} (Vektorfeld). Differentialoperatoren bilden hingegen Funktionen in Funktionen ab. Im vorliegenden Fall also skalare oder vektorielle Felder in ein Skalarfeld (Divergenz) oder in ein Vektorfeld (Gradient, Rotation).

## Integralsätze

### Integralsatz von Gauß
Im Folgenden sei das „Integrationsvolumen“ {\displaystyle V} {\displaystyle n}-dimensional.
Das Volumenintegral über den Gradienten einer skalaren Größe {\displaystyle \phi \,} kann dann in ein Oberflächenintegral (bzw. Hyperflächenintegral) über den Rand dieses Volumens umgewandelt werden:
{\displaystyle \int \limits _{V}\operatorname {grad} \,\phi ({\vec {x}})\mathrm {d} V=\oint \limits _{\partial V}\phi \,\mathrm {d} {\vec {A}}.}
Auf der rechten Seite wird durch das Symbol im Zentrum des Integrals daran erinnert, dass man es infolge der Randbildung mit einer geschlossenen Fläche (bzw. einer geschlossenen Hyperfläche) zu tun hat.
Die Umwandlung in ein Oberflächenintegral ist ebenfalls für die Divergenz einer vektoriellen Größe möglich:
Das Integral der Divergenz über das gesamte Volumen ist gleich dem Integral des Flusses aus der Oberfläche,
{\displaystyle \int \limits _{V}\operatorname {div} \,{\vec {F}}({\vec {x}})\mathrm {d} V=\oint \limits _{\partial V}{\vec {F}}\cdot \mathrm {d} {\vec {A}}.}
Dies ist der eigentliche Gauß’sche Integralsatz. Er gilt – wie gesagt – nicht nur für {\displaystyle n=3}.

### Satz von Stokes
Im Folgenden ist {\displaystyle n=3} und es wird die Schreibweise mit Mehrfachintegralen verwendet.
Das geschlossene Kurvenintegral einer vektoriellen Größe (rechte Seite) kann mittels der Rotation in ein Flächenintegral über eine von dem geschlossenen Integrationsweg {\displaystyle \Gamma =\partial A} berandete, nicht notwendig ebene Fläche umgewandelt werden (linke Seite). Dabei werden – wie auch beim Gauß’schen Satz – die gewöhnlichen Orientierungseigenschaften vorausgesetzt. Es gilt:
{\displaystyle \iint \limits _{A}\operatorname {rot} \,{\vec {F}}\cdot \mathrm {d} {\vec {A}}=\oint \limits _{\Gamma =\partial A}{\vec {F}}({\vec {r}})\cdot \mathrm {d} {\vec {r}}.}
Der Vektor {\displaystyle \mathrm {d} {\vec {A}}} ist gleich dem Betrag der zur betrachteten Fläche {\displaystyle A} bzw. zu {\displaystyle \partial V} gehörenden infinitesimalen Flächenelemente multipliziert mit dem zugehörigen Normalenvektor. Auf der rechten Seite wird durch das Kreissymbol im Integralzeichen daran erinnert, dass über eine geschlossene Kurve integriert wird.

## Fundamentalzerlegung
Der Fundamentalsatz der Vektoranalysis, auch Helmholtzscher Zerlegungssatz genannt, beschreibt den allgemeinen Fall. Er sagt aus, dass sich jedes Vektorfeld {\displaystyle {\vec {F}}} als eine Überlagerung eines Quellenanteils {\displaystyle {\vec {F}}_{Q}} und eines Wirbelanteils {\displaystyle {\vec {F}}_{W}} beschreiben lässt. Ersterer ist der negative Gradient einer Superposition von skalaren Coulomb-artigen Potentialen, bestimmt durch die Quellendichte als formale „Ladungsdichte“ {\displaystyle \rho ':=\operatorname {div} '{\vec {F}}({\vec {r}}^{\,'})}, wie bei statischen elektrischen Feldern; letzterer ist die Rotation eines Vektorpotentials, wie beim Biot-Savart’schen Gesetz der Magnetostatik, bestimmt durch die Wirbeldichte als formale „Stromdichte“ {\displaystyle {\vec {j}}^{\,'}:=\operatorname {rot} '{\vec {F}}({\vec {r}}^{\,'}):}
{\displaystyle {\vec {F}}\equiv {\vec {F}}_{Q}+{\vec {F}}_{W}.}
Man kann die Gültigkeit einer solchen Zerlegung anschaulich am Verlauf eines Baches verfolgen: An Stellen mit großem Gefälle und bei geradlinigem Verlauf wird die Strömung durch den Gradientenanteil dominiert, während an flachen Stellen, besonders, wenn der Bach um eine „Ecke“ oder eine kleine Insel herumströmt, der Wirbelanteil vorherrscht.
Und zwar gilt, wenn die Komponenten des Vektors {\displaystyle {\vec {F}}} überall zweimal stetig-differenzierbar sind (andernfalls muss man an den Grenzflächen Volumenintegrale {\displaystyle \textstyle \iiint \mathrm {d} V\nabla \dots } durch Flächenintegrale {\displaystyle \textstyle \iint \mathrm {d} ^{(2)}A{\vec {n}}\dots } ersetzen) und im Unendlichen hinreichend rasch verschwinden, die folgende Formel, die genau der erwähnten Kombination aus der Elektrodynamik entspricht und alle angesprochenen Operatoren enthält:
{\displaystyle {\vec {F}}({\vec {r}})\equiv -\operatorname {grad} \left\{\iiint _{\mathbb {R} ^{3}}\,\mathrm {d} V'\,{\frac {\mathrm {div} '{\vec {F}}({\vec {r}}^{\,'})}{4\pi |{\vec {r}}-{\vec {r}}^{\,'}|}}\right\}+\operatorname {rot} \left\{\iiint _{\mathbb {R} ^{3}}\,\mathrm {d} V'\,{\frac {\operatorname {rot} '{\vec {F}}({\vec {r}}^{\,'})}{4\pi |{\vec {r}}-{\vec {r}}^{\,'}|}}\right\}.}
Ein allgemeines Vektorfeld ist bezüglich seiner physikalischen Bedeutung daher nur dann eindeutig spezifiziert, wenn sowohl Aussagen über die Quellen- als auch Wirbeldichten und ggf. die notwendigen Randwerte vorliegen.

## Identitäten
Diese Identitäten erweisen sich oft bei Umformungen als nützlich:
- {\displaystyle \nabla \,{\frac {1}{r}}=\operatorname {grad} \,{\frac {1}{r}}=-{\frac {\vec {r}}{r^{3}}}} für {\displaystyle r\neq 0.}

Diese Beziehung ist nützlich bei der Herleitung des Potentials zum Feld einer Punktladung (Coulomb’sches Gesetz).
Dabei ist {\displaystyle {\vec {r}}} der Vektor mit den kartesischen Komponenten {\displaystyle x,y} und {\displaystyle z}; also vereinfacht geschrieben: {\displaystyle {\vec {r}}=(x,y,z).} Ferner ist {\displaystyle r=|{\vec {r}}|={\sqrt {x^{2}+y^{2}+z^{2}}}.}
- {\displaystyle {\vec {\nabla }}\times {\big (}{\vec {\nabla }}\times {\vec {F}}{\big )}={\vec {\nabla }}{\big (}{\vec {\nabla }}\cdot {\vec {F}}{\big )}-\nabla ^{2}{\vec {F}}} bzw.
 {\displaystyle \operatorname {rot} (\operatorname {rot} \,{\vec {F}})=\operatorname {grad} (\operatorname {div} \,{\vec {F}})-\nabla ^{2}{\vec {F}}}

Diese Beziehung wird häufig zur Herleitung der Wellengleichung in der Elektrodynamik verwendet.
- {\displaystyle \nabla \times (\nabla \phi )=\operatorname {rot} \,\operatorname {grad} \,\phi \equiv 0} für alle Skalarfelder {\displaystyle \phi \!\,}.
- {\displaystyle \nabla \cdot (\nabla \times {\vec {F}})=\operatorname {div} \,\operatorname {rot} \,{\vec {F}}\equiv 0} für alle Vektorfelder {\displaystyle {\vec {F}}}.
- {\displaystyle \nabla \cdot (\nabla \phi _{1}\times \nabla \phi _{2})=\operatorname {div} \,(\operatorname {grad} \,\phi _{1}\times \operatorname {grad} \,\phi _{2})\equiv 0} für alle Skalarfelder {\displaystyle \phi _{1},~\!\,\phi _{2}}.

In den beiden nächsten Abschnitten werden anstelle von {\displaystyle {\vec {F}}} die in anderem Zusammenhang (Elektrodynamik) üblichen Bezeichnungen {\displaystyle {\vec {E}}} bzw. {\displaystyle {\vec {B}}} benutzt:

### Folgerung aus dem Verschwinden der Rotation
Falls {\displaystyle {\vec {\nabla }}\times {\vec {E}}=\operatorname {rot} \,{\vec {E}}\equiv 0} ist, folgt {\displaystyle {\vec {E}}\equiv -{\vec {\nabla }}\phi =-\operatorname {grad} \,\phi } mit einem Skalarpotential {\displaystyle \phi \,}. Dieses ist durch den ersten Teil der obigen Fundamentalzerlegung gegeben und identisch mit dem entsprechenden Dreifachintegral, ist also durch die Quellendichte bestimmt.
{\displaystyle {\vec {E}}} beziehungsweise {\displaystyle \phi \,} sind die in der Elektrostatik üblichen Bezeichnungen für das elektrische Feld und dessen Potential. Dort ist die angegebene Voraussetzung erfüllt.

### Folgerung aus dem Verschwinden der Divergenz
Falls {\displaystyle {\vec {\nabla }}\cdot {\vec {B}}=\operatorname {div} \,{\vec {B}}\equiv 0} ist, folgt {\displaystyle {\vec {B}}\equiv {\vec {\nabla }}\times {\vec {A}}=\operatorname {rot} \,{\vec {A}}} mit einem sog. Vektorpotential {\displaystyle {\vec {A}}}. Dieses ist durch den zweiten Teil der obigen Fundamentalzerlegung gegeben und identisch mit dem entsprechenden Dreifachintegral, ist also durch die Wirbeldichte bestimmt.
{\displaystyle {\vec {B}}} bzw. {\displaystyle {\vec {A}}} sind die in der Magnetostatik üblichen Bezeichnungen für die magnetische Induktion bzw. deren Vektorpotential. Dort ist wiederum die Voraussetzung erfüllt.

### Folgerung aus dem Verschwinden der Rotation und der Divergenz
Falls
{\displaystyle \operatorname {rot} \,{\vec {F}}=\left({\frac {\partial F_{z}}{\partial y}}-{\frac {\partial F_{y}}{\partial z}}\right){\hat {e}}_{x}+\left({\frac {\partial F_{x}}{\partial z}}-{\frac {\partial F_{z}}{\partial x}}\right){\hat {e}}_{y}+\left({\frac {\partial F_{y}}{\partial x}}-{\frac {\partial F_{x}}{\partial y}}\right){\hat {e}}_{z}\equiv {\vec {0}}}
und
{\displaystyle \operatorname {div} \,{\vec {F}}={\frac {\partial F_{x}}{\partial x}}+{\frac {\partial F_{y}}{\partial y}}+{\frac {\partial F_{z}}{\partial z}}\equiv 0}
ist, dann ist das Vektorfeld {\displaystyle {\vec {F}}} harmonisch:
{\displaystyle \Delta {\vec {F}}=\Delta F_{x}{\hat {e}}_{x}+\Delta F_{y}{\hat {e}}_{y}+\Delta F_{z}{\hat {e}}_{z}\equiv {\vec {0}}}
Darin ist {\displaystyle \Delta =\nabla ^{2}} der Laplace-Operator. Die Folgerung ergibt sich aus der Kombination der nach x, y bzw. z abgeleiteten Rotation und Divergenz. Ist beispielsweise die Schwerkraft rotations- und divergenzfrei, dann erfüllen die Verschiebungen in einem linear-elastischen Körper die Bipotentialgleichung {\displaystyle \Delta \Delta {\vec {F}}\equiv {\vec {0}}}, siehe Navier-Cauchy-Gleichungen.

## Erweiterung
- Ricci-Kalkül

### Fachbücher (Einstieg)
- Harald Klingbeil: Grundlagen der elektromagnetischen Feldtheorie: Maxwellgleichungen, Lösungsmethoden und Anwendungen. Springer, Berlin, Heidelberg 2022, ISBN 978-3-662-65125-4, doi:10.1007/978-3-662-65126-1.
- Lothar Papula: Mathematik für Ingenieure und Naturwissenschaftler Band 3: Vektoranalysis, Wahrscheinlichkeitsrechnung, Mathematische Statistik, Fehler- und Ausgleichsrechnung. Springer, Wiesbaden 2016, ISBN 978-3-658-11923-2, doi:10.1007/978-3-658-11924-9.
- Adolf J. Schwab: Begriffswelt der Feldtheorie: Elektromagnetische Felder, Maxwell-Gleichungen, Gradient, Rotation, Divergenz. Springer, Berlin, Heidelberg 2019, ISBN 978-3-662-58391-3, doi:10.1007/978-3-662-58392-0.
- Murray R. Spiegel: Vector Analysis (= Schaum's Outlines). McGraw-Hill, 1959, ISBN 0-07-060228-X.

### Monografien (Weiterführend)
- Harald Klingbeil: Elektromagnetische Feldtheorie für Fortgeschrittene: Tensoranalysis, spezielle Relativitätstheorie und kovariante Formulierung der Maxwellgleichungen. Springer, Berlin, Heidelberg 2018, ISBN 978-3-662-56597-1, doi:10.1007/978-3-662-56598-8.
- Klaus Jänich: Vektoranalysis (= Springer-Lehrbuch). Springer, Berlin, Heidelberg 2005, ISBN 3-540-23741-0, doi:10.1007/b138936.

Siehe auch die naheliegende Literatur in Tensoranalysis und Feldtheorie.